# Miguel Ángel Furones

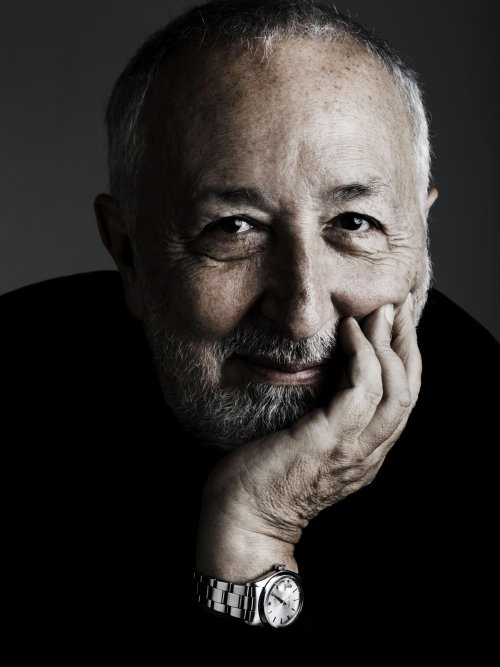
Miguel Ángel Furones

Miguel Ángel Furones (* 5. Juli 1949 in Madrid; † 28. April 2021 ebenda) war ein spanischer Publizist und Schriftsteller. Er war weltweiter Kreativdirektor von Leo Burnett und nicht geschäftsführender Vorsitzender der Publicis Groupe in Spanien. 

## Leben
Furones studierte Soziologie an der Universität Complutense Madrid und später Werbung am spanischen Zentrum für neue Berufe (Spanisch: Centro Español de Nuevas Profesiones). Er begann seine Karriere in Spanien als Kreativer bei der Werbeagentur J. Walter Thompson. Kurz darauf erhielt er ein Angebot der Werbeagentur „Contrapunto“ und beschloss 1978, dorthin zu ziehen. Nach zwei Jahren beschloss er, ermutigt durch die Agentur Contrapunto selbst, seine eigene Agentur, „Vitruvio-30“, in Madrid zu gründen. Zehn Jahre nach seiner Gründung fusionierte Vitruvio-30 mit der US-amerikanischen multinationalen Agentur Leo Burnett.
Im Januar 2010 übernahm er die Leitung von Publicis Iberia und löste José Manuel Pardo ab. Diese Position hatte er bis Dezember 2017 inne, als er eine Ehrenposition im Unternehmen übernahm.

### Gerichtliche Verfolgung
Am 23. November 2015 wurden Miguel Ángel Furones, der damalige Präsident von Publicis, und zwei weitere Führungskräfte wegen Geldwäsche gegen die Staatskasse und Korruption zwischen Einzelpersonen angeklagt, nachdem sie die Kampagne für den Börsengang von Bankia in einem Jahr konzipiert hatten Fall bekannt als „Rato-Fall“